# Dave Cropper
Dave Cropper OBE (eigentlich David Cropper; * 26. Dezember 1945 in Birmingham; † 3. Dezember 2016 in Solihull) war ein britischer Mittelstreckenläufer, der sich auf die 800-Meter-Distanz spezialisiert hatte.
Bei den Olympischen Spielen 1968 in Mexiko-Stadt, den Leichtathletik-Europameisterschaften 1969 in Athen und den Olympischen Spielen 1972 in München erreichte er jeweils das Halbfinale.
1969 wurde er Englischer Meister. Seine persönliche Bestzeit von 1:46,8 min stellte er am 1. Juli 1973 in Leipzig auf.
Seit 1971 war er mit der Mittelstreckenläuferin und Sprinterin Pat Lowe verheiratet. 2005 wurde er zum Officer of the Order of the British Empire ernannt.